# Arnos Vale Stadium
Der Arnos Vale Ground, auch The Playing Fields genannt, ist ein Cricket- und Fußballstadion in Kingstown, St. Vincent und die Grenadinen. Derzeit wird es hauptsächlich für Cricket und Fußball genutzt. Das Stadion bietet 18.000 Zuschauern Platz und liegt in direkter Nachbarschaft zum E. T. Joshua Airport. Es ist eine der Heimspielstätten des „Windward Islands Cricket Teams“.
Das erste Match wurde am 4. Februar 1981 als One-Day International ausgetragen. Die West Indies traten gegen England an. Vom 20. bis 24. Juni 1997 kam es zum ersten Test Match; dabei standen sich die West Indies und Sri Lanka gegenüber. Auch wurden hier fünf Spiele des ICC Men’s T20 World Cup 2024 ausgetragen.